# Elisabeth Abeggová

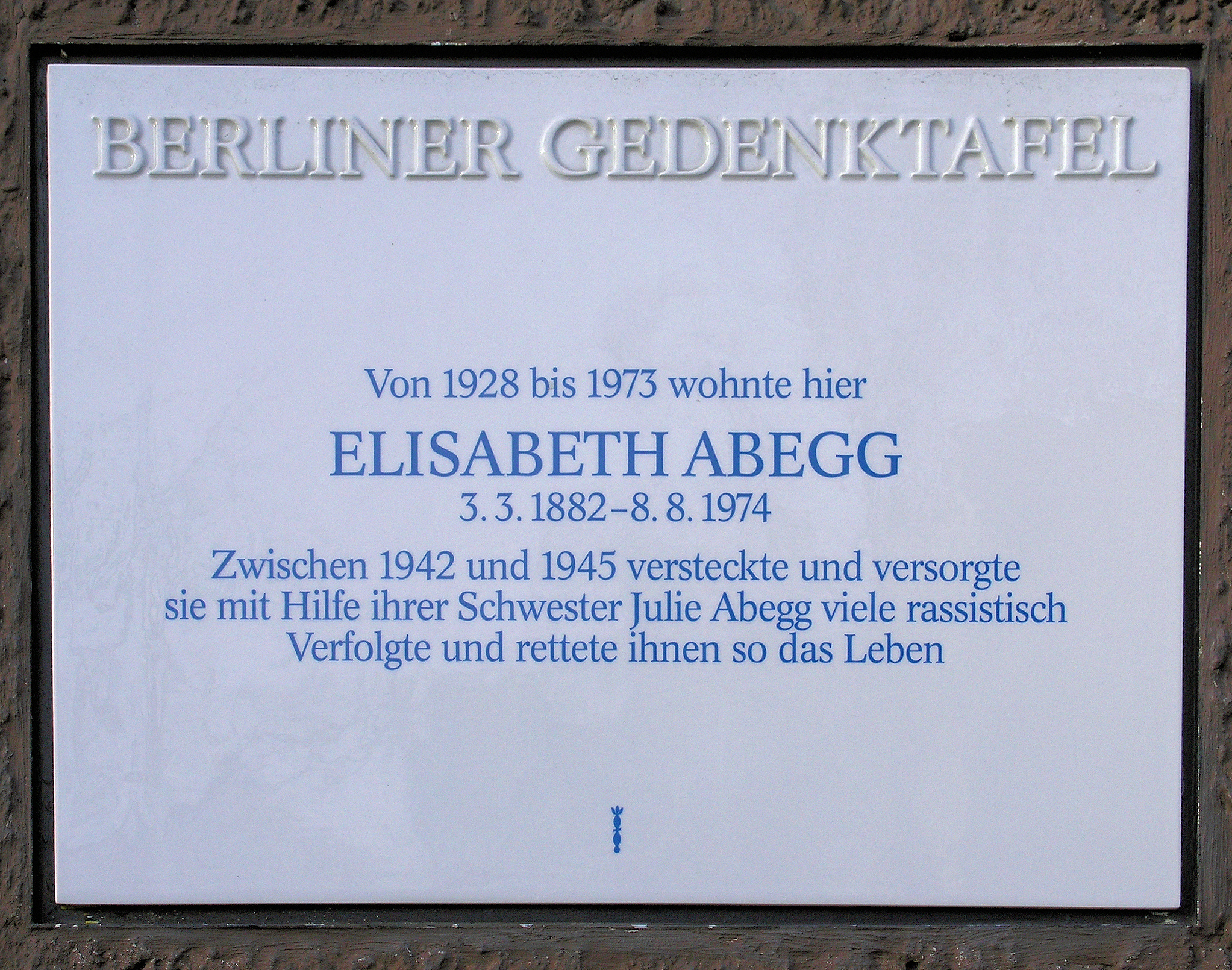
Pamětní deska v berlínské městské části Tempelhof, ulice Tempelhofer Damm č. 56

Elisabeth Abeggová, nepřechýleně Elisabeth Abegg (3. března 1882 Štrasburk – 8. srpna 1974 Berlín), byla německá učitelka a členka německého protinacistického odboje.

## Život
Byla kvakerka a promovaná pedagožka (s akademickým titulem Dr. phil.), která vyučovala dějepis na Luisenoberlyceum v městské části Berlín-Střed (Berlin-Mitte). V roce 1935 musela z této školy odejít pro nepřátelský postoj k nacionálně-socialistickému režimu. Poté byla za trest přeřazena na Rückertovo gymnázium v městské části Schöneberg. V roce 1941 byla udána a poslána do penze.
V roce 1942 začala za pomoci příbuzných, hlavně své sestry Julie Abeggové, dále též přátel, kvakerských souvěrců a bývalých žáků skrývat Židy před pronásledováním a deportacemi. Vytvořila rozsáhlou podzemní organizaci pokrývající Berlín a jeho okolí, Východní Prusko a Alsasko, která ukrývala Židy a zásobovala je. Řada Židů, zejména dětí, našla dočasné útočiště v jejím vlastním domě, na provoz své organizace obětovala veškeré své úspory i rodinné cennosti.
Po skončení druhé světové války pracovala opět ve školství. V roce 1967 ji izraelská organizace Jad vašem prohlásila za spravedlivou mezi národy. V Berlíně na ni upomíná pamětní deska v ulici Tempelhofer Damm na domě č. 56. V berlínské čtvrti Berlín-Střed je po ní nazvána jedna ulice (Elisabeth-Abegg-Strasse).